# Südafrikanische Cricket-Nationalmannschaft in Sri Lanka in der Saison 2006
Die Tour der südafrikanischen Cricket-Nationalmannschaft nach Sri Lanka in der Saison 2006 fand vom 27. Juli bis zum 15. August 2006 statt. Die internationale Cricket-Tour war Bestandteil der Internationalen Cricket-Saison 2006 und umfasste drei Tests. Sri Lanka gewann die Test-Serie 2–0.

## Vorgeschichte
Sri Lanka spielte zuvor eine Tour in England, für Südafrika war es die erste Tour der Saison.
Das letzte Aufeinandertreffen der beiden Mannschaften bei einer Tour fand in der Saison 2004 in Sri Lanka statt.
Gefolgt werden sollte die Tour mit einem Drei-Nationen-Turnier inklusive Indien, jedoch reiste Südafrika nach einem Bombenanschlag in Colombo vorzeitig ab.

## Stadien
Die folgenden Stadien wurden für die Tour als Austragungsort vorgesehen.
| Stadion                                 | Stadt   | Kapazität | Spiele  |
| --------------------------------------- | ------- | --------- | ------- |
| Paikiasothy Saravanamuttu Stadium (PSS) | Colombo | 15.000    | 2. Test |
| R. Premadasa Stadium (RPS)              | Colombo | 35.000    | 3. Test |
| Sinhalese Sports Club Ground (SSC)      | Colombo | 10.000    | 1. Test |

## Kaderlisten
Südafrika benannte seinen Kader am 13. Juni 2006.
Sri Lanka benannte seinen Kader am 25. Juli 2006.
| Test | Test |
| Sri Lanka | Südafrika |
| --- | --- |
| - Mahela Jayawardene (K) - Tillakaratne Dilshan - Dilhara Fernando - Sanath Jayasuriya - Prasanna Jaywardene (wk) - Charmara Kapugedra - Farveez Maharoof - Lasith Malinga - Muttiah Muralitharan - Kumar Sangakkara - Upul Tharanga - Chaminda Vaas | - Ashwell Prince (K) - Hashim Amla - Nicky Boje - Mark Boucher (wk) - AB de Villiers - Herschelle Gibbs - Andrew Hall - Andre Nel - Makhaya Ntini - Shaun Pollock - Jacques Rudolph - Dale Steyn |

## Tour Matches
| 22. – 24. Juli Scorecard | Colombo (CCC) | South Africans 465-4d (115) & 245-8d (63.4) | – | Sri Lanka A 162 (46.3) & 89-1 (20) |
|                          |               | Remis                                       |   |                                    |

| 12. August Scorecard | Colombo (SSC) | Sri Lanka Cricket Development XI 136-8 (25) | – | South Africans 139-7 (24.3) |
|                      |               | South Africans gewinnt mit 3 Wickets        |   |                             |

## Tests

### Erster Test in Colombo
| 27. – 31. Juli Scorecard | Colombo (SSC) | Südafrika 169 & 434                              | – | Sri Lanka 756-5d |
|                          |               | Sri Lanka gewinnt mit einem Innings und 153 Runs |   |                  |

### Zweiter Test in Colombo
| 4. – 8. August Scorecard | Colombo (PSS) | Südafrika 361 (89.5) & 311 (107.5) | – | Sri Lanka 321 (85.1) & 352-9 (113.3) |
|                          |               | Sri Lanka gewinnt mit 1 Wicket     |   |                                      |

### Dritter Test in Colombo
| 14. – 15. August Scorecard | Colombo (RPS) | Sri Lanka      | – | Pakistan |
|                            |               | Spiel abgesagt |   |          |